# Tony Genil
José Antonio Molina Baena (Puente Genil, provincia de Córdoba, 22 de julio de 1947), más conocido como Tony Genil, es un cancionero, artista, actor y cantante español.
Se ha puesto a las órdenes del director Pedro Almodóvar en dos de sus películas, con papeles muy cortos.
También participó en la película Saeta rubia (con Alfredo Di Stéfano como protagonista).

## Biografía
Nació en Puente Genil, Provincia de Córdoba, en el verano de 1947. Desde pequeño le gustaba cantar y el mundo del artisteo y admiraba a las folclóricas de la época. En 1975, grabó un disco titulado "España cuanto te quiero", que resultó ser un éxito y una de las canciones más populares en España en aquel año. Consiguió hacerse un hueco en el mundo de la música de España y en los años posteriores grabó dos discos más aunque de menor éxito. 
Ya en 1982, coincidiendo con el Mundial de Fútbol 82', regrabó la exitosa canción "España cuánto te quiero", que le valió para volver a salir en los medios de comunicación. En los años siguientes no se volvió a saber nada del cordobés. En 1999, volvió a aparecer en televisión, en el programa Crónicas Marcianas, como uno de los protagonistas del llamado "Fenómeno Tamarismo" (con Tamara Seisdedos, Leonardo Dantés, Paco Porras, entre otros...), un grupo de personajes que en muy poco tiempo consiguieron ser un fenómeno mediático en todo el país por sus shows y "frikadas". Tony Genil, acusaba a Tamara de plagio por una canción que esta última había lanzado al mercado discográfico: "No cambié". El cordobés denunciaba que la canción la había grabado él con su íntima amiga Loli Álvarez tres años atrás. Después de haber cantado junto a Carmen de Mairena, pasaron por los juzgados en varias ocasiones y al final de Crónicas Marcianas se dejó de saber de ellos y cayeron todos en el olvido.
Siete años después de sus últimas apariciones en televisión, regresa en 2011, a los 63 años, para participar en el reality Supervivientes de Telecinco. En dicho programa, consiguió quedar en 7.º lugar, siendo el undécimo expulsado tras haber sido salvado en 4 nominaciones.
En 2012 fue pregonero del carnaval de Herencia.
Es vecino del Barrio de Entrevías en Vallecas (Madrid).

## Discografía
- (1975): España, cuanto te quiero!
- (1982): España, cuanto te quiero! (Mundial 1982)
- (1983): Hasta siempre España
- (2000): No cambié (Número 1 en ventas, con Tamara)

- Singles:
  - No cambié
  - Te espero en el parque de atracciones
  - La Peluca

## Televisión
- (2000-2003): Crónicas Marcianas
- (2000-2001): Día a día
- (2003): Aquí hay tomate
- (2011): Supervivientes: Perdidos en Honduras (10.º expulsado)
- (2011): Acorralados
- (2011): Resistiré, ¿vale?
- (2011): Sálvame Deluxe

## Cine
- (1980): Pepi, Luci, Bom y otras chicas del montón (Pedro Almodóvar). Pequeño papel de figurante
- (2009): Cromos
- (2016): Julieta (Pedro Almodóvar). Cameo

- Datos: Q6148847